# Rasoul Garmsiri
Rasoul Garmsiri (in persiano رسول گرمسیری‎; 17 luglio 1993) è un lottatore iraniano, specializzato nella lotta greco romana.

## Palmarès
- Campionati asiatici

Ulaanbaatar 2022: oro negli 82 kg.